# Erika Hilton
Erika Santos Silva, mer känd som Erika Hilton från Franco da Rocha, född 9 december 1992 är en travesti, brasiliansk politiker och rådskvinna för staden São Paulo. Hilton är aktivist för svartas och queers rättigheter och är ansluten till Partiet Socialism och Frihet (PSOL). Vid kommunvalen 2020 fick Hilton nationell och internationell uppmärksamhet för att ha blivit São Paulos första rådskvinnan som är trans, efter att ha fått flest röster för en sådan post i Brasilien.  År 2022 gick Hilton in i valkonflikten om en plats i deputeradekammaren för delstaten São Paulo och hon valdes till federal suppleant med 256 903 röster. Hon utsågs av BBC till en av de "100 mest inspirerande och inflytelserika kvinnorna i världen 2022".